# Dispositivo nulo
Em sistemas operacionais do tipo Unix, o /dev/null, ou dispositivo nulo, é um arquivo especial que descarta toda informação escrita nele e que não retorna qualquer informação para um processo que o leia (mais precisamente, ele retorna uma indicação de final de arquivo). No jargão da programação para Unix, ele também é chamado de bit bucket ou de "buraco negro".

## Uso
O dispositivo nulo é tipicamente utilizado para descartar o fluxo de saída de um processo cujo resultado não interessa por algum motivo. Também serve como um arquivo vazio de conveniência. Geralmente esta operação é realizada através de um comando de redirecionamento na console do sistema.
O /dev/null é um "arquivo" especial e não um diretório.
Nos sistemas CP/M (posteriormente DOS e Microsoft Windows) o dispositivo equivalente é chamado de NUL: e de NUL (em algumas versões do DOS). No sistema operacional Amiga, este dispositivo é chamado de NIL:. No Windows NT e seus sucessores, ele é chamado internamente de \Device\Null, embora, o NUL seja uma ligação para ele.

## Cultura popular
Esta entidade é uma inspiração comum para jargões técnicos e metáforas criadas por programadores Unix, por exemplo: "envie as reclamações para o /dev/null" ou "as minhas mensagens foram arquivadas no /dev/null",  que são maneiras irônicas de dizer: "sem reclamações, por favor (jogue isso no cesto de lixo)" e "as minhas mensagens foram apagadas", respectivamente. Uma propaganda famosa para o Titanium PowerBook G4 dizia "envie as outras máquinas Unix para o /dev/null". 
O dispositivo nulo também é assunto de piadas técnicas, como os avisos para usuários dizendo que o /dev/null se encontra 98% cheio. No dia da mentira de 1995, a revista alemã c't mostrava uma reportagem sobre um microprocessador avançado chamado /dev/null, que descartaria os dados de forma mais eficiente convertendo a informação em "piscadelas" de LEDs.